# Ministère de l'Élevage et des Productions animales
Pour les autres articles nationaux ou selon les autres juridictions, voir ministère de l’Élevage.
Le ministère de l'Élevage et des Productions animales  est un ministère guinéen dont le ministre est Roger Patrick Millimono.

## Titulaires depuis 2010
| Nom | Nom                     | Dates du mandat | Dates du mandat | Gouvernement(s) |
| --- | ----------------------- | --------------- | --------------- | --------------- |
|     | Mouctar Diallo          | 15/02/2010      | 24/12/2010      | Doré            |
|     | Mamadou Korka Diallo    | 24/12/2010      | 15/01/2014      | Saïd Fofana I   |
|     | Thierno Ousmane Diallo  | 24/01/2014      | 26/12/2015      | Saïd Fofana II  |
|     | Mohamed Tall            | 26/12/2015      | 17/05/2018      | Youla           |
|     | Roger Patrick Millimono | 03/06/2020      | 05/09/2021      | Kassory I et II |